# 19658 Слуп
19658 Слуп (19658 Sloop) — астероїд головного поясу, відкритий 9 вересня 1999 року.
Тіссеранів параметр щодо Юпітера — 3,420.